# Supergirl (Matrix)
Matrix es una superheroína ficticia de cómics, más conocida como Supergirl 1988-2002, publicada por DC Comics. Fue creada por John Byrne como parte de su renovación de Superman. Apareció por primera vez (como Supergirl) en Superman (vol. 2) # 16 (abril de 1988).
En 2006, otro personaje que se hacía llamar Matrix fue creado por Geoff Johns, Grant Morrison, Greg Rucka, Mark Waid y Dale Eaglesham y apareció por primera vez en 52.

## Biografía ficticia

### Encuentro con Superman
En una realidad alternativa (un "universo de bolsillo"), tres criminales kryptonianos (General Zod, Faora y Quex-Ul) escaparon de la Zona Fantasma y trataron de apoderarse de la Tierra de esa realidad. No había ningún Superman en esta realidad (su yo más joven, Superboy, que había muerto antes de la fuga de los criminales), pero había un Lex Luthor que no se había vuelto malvado. Usando una forma de vida artificial llamada "matrix protoplásmica", Lex creó a una mujer pelirroja, Matrix, que se parecía a su verdadero amor, la difunta Lana Lang de realidad alternativa. Matrix poseía todos los recuerdos de Lana, debido a que las vías sinápticas de Lana se copiaban en Matrix. Lex también había modelado su fisiología para parecerse a la de Superman, a quien había visto usando uno de sus muchos inventos para observar el universo principal.
Al igual que Superman, Matrix era sobrehumanamente fuerte y rápida, y podía volar, pero también tenía los poderes de cambiar de forma, telequinesis y camuflaje (incluida la invisibilidad). Matrix vestía una versión del uniforme de Superman, se transformó en una joven rubia y luchó contra los tres criminales como Supergirl. Sin embargo, sus poderes no eran rival para los de ellos. Desesperado, Lex envió a Matrix al universo principal para reclutar a Superman. Sus esfuerzos tuvieron éxito, y Superman ayudó a detener a los criminales kryptonianos, pero la Tierra alternativa se había arruinado y ahora estaba sin vida. Superman llevó a Matrix huérfana de regreso al Universo DC convencional con él, donde se desempeñó como la primera Supergirl en continuidad del mundo Post-Crisis.

### "Supergirl"
Al llegar a la corriente principal de la Tierra, Matrix fue llevada a vivir con los padres de Superman, los Kent. Jonathan y Martha hicieron un buen trabajo criando a su nueva "hija", pero Matrix (o "Mae" como la llamaban los Kent) se volvió delirante por un tiempo, creyendo que ella era Clark, incluso asumiendo su forma. Después de una pelea con el verdadero Superman, Matrix recobró el sentido, pero preocupada de que pudiera volverse inestable nuevamente y causar daño a los Kent, huyó al espacio exterior.
Después de muchas aventuras, y después de jugar un papel importante en la historia de "Panic in the Sky", regresó a la Tierra donde conoció y se enamoró del mainstream Lex Luthor (disfrazado en ese momento como su propio hijo después de que le trasplantaran su cerebro en un clon más joven de sí mismo para escapar del cáncer que lo había estado matando después de una exposición prolongada a su anillo de kryptonita). Nuevamente vistiendo el uniforme que le había dado Lex de la realidad (y una vez más en la forma de la joven rubia), asumió el papel de Supergirl en el Universo DC convencional, decidida a hacer de esta Tierra una mejor que la que dejó. Uno de sus primeros actos fue regresar a Smallville, Kansas, y reunirse con sus "padres", Jonathan y Martha Kent.
Sus padres y Superman se sorprendieron cuando se enteraron de que su querida Mae ahora estaba saliendo con Luthor. Mae comenzó a vivir con Lex, e incluso tuvo un altercado con su "hermano" Superman por eso, aunque le aseguró que mantendría su secreto de todos modos.
Durante el arco de la historia de La muerte de Superman, Matrix estaba ansiosa por ayudar en la lucha contra el amenazante Doomsday, pero Lex la mantuvo a raya, manteniéndola con él argumentando que la ciudad la necesitaba allí mientras Superman estaba ocupado (aunque él también estaba ocupado secretamente convencido de que Superman no estaba en peligro real después de todas las veces que los planes de Luthor para matarlo habían fallado). Cuando Doomsday llegó a Metrópolis, se rebeló contra Lex y fue a luchar contra el monstruo, solo para ser noqueada de un solo golpe, lo que la obligó a tomar inconscientemente su verdadera forma de masa humanoide gris.
Cuando Superman murió deteniendo a Doomsday, Supergirl usó sus poderes para proteger Metrópolis, pero fue recibida con cierta burla, ya que mucha gente la vio como la "mascota" de Luthor. Hizo un trabajo admirable al rescatar víctimas, enseñándole al nuevo héroe Superboy la importancia de ser serio al salvar vidas y ayudó a Superman a regresar una vez que se descubrió que estaba vivo nuevamente. Incluso se hizo pasar por Clark Kent, pretendiendo que Clark había estado atrapado en un sótano bien abastecido durante el ataque inicial de Doomsday, para ayudar a explicar por qué Clark se había ido mientras Superman estaba muerto.
Su mayor sorpresa fue cuando se enteró de que Lex la había clonado, haciendo miles de sus propias "Supergirls" personales. Se volvió loca y destruyó su laboratorio, sus clones y casi mata a Lex antes de que cayera en un coma paralítico debido a fallas en el proceso que había creado su nuevo cuerpo. Decidió unirse a los Jóvenes Titanes por un tiempo, pero se fue poco después, dándose cuenta de que simplemente no era para ella.

### Ángel nacido en la Tierra
Después de un examen de conciencia, Mae comenzó a preguntarse si era una persona real o si incluso tenía alma. Esto se resolvió cuando tomó la mano de una niña moribunda llamada Linda Danvers. La habilidad de cambiar de forma de Matrix fusionó a las dos en la nueva Supergirl y Mae se convirtió en el Ángel de Fuego de la Tierra, perdiendo simultáneamente sus habilidades de cambio de forma cuando inconscientemente se definió a sí misma como Linda y Supergirl. Los remanentes de su forma protoplásmica que no fueron absorbidos en la fusión se convirtieron en una Matriz malvada y loca, que luchó contra la Supergirl fusionada Mae / Linda, hasta que fue absorbida por Blithe, el Ángel de la Luz de la Tierra. Más tarde, cuando el buen aspecto de Matrix se separó de Linda, ella se fusionó con Twilight y se convirtió en un nuevo Ángel de Fuego.

### Reinar en el Infierno
En Reign in Hell # 1 (septiembre de 2008), el Shadowpact ataca a Linda Danvers en su apartamento de Gotham City, lo que hace que Linda se defienda. Ella manifiesta las alas en llamas que tenía mientras se fusionó con Matrix, pero aún pierde ante los poderes colectivos de Blue Devil y Enchantress. Sin embargo, ella es teletransportada al infierno, ya que el infierno está recordando todas sus "deudas".
En Reign in Hell # 6 (febrero de 2009), Linda reaparece en la historia de fondo del Doctor Occult. Aparece como un ángel caído convocado por Lilith, pero misteriosamente liberado.

## Detrás de escena
Después de Crisis infinita, se ha visto a Matrix Supergirl en una escena que muestra los eventos de Zero Hour en 52 en las copias de seguridad de Historia del Universo DC de Dan Jurgens. Según una entrevista con Newsarama, luego de los eventos de Crisis infinita, Dan DiDio declaró que Matrix Supergirl fue borrada de la existencia. Sin embargo, Geoff Johns declaró más tarde: "En cuanto a esto ... ¿eh? Linda Danvers no ha sido retractada en absoluto". La cuestión de la canonicidad y el destino de Matrix y Linda Danvers fue un tema de debate durante varios años hasta 2008, cuando Linda Danvers fue utilizada en la miniserie Reign in Hell. Sin embargo, el futuro de Matrix sigue siendo incierto. Su origen puede estar cambiando debido a los eventos de  Crisis infinita y la inestabilidad multiversal insinuada en Booster Gold, pero al menos su existencia ha sido confirmada. A partir de The New 52, un relanzamiento de todas las propiedades de DC, la nueva Supergirl de Krypton es nuevamente la única mujer que ha sido Supergirl en la Tierra. Debido a la nueva línea de tiempo, es posible que todos los eventos de Matrix no hayan sucedido, ya que otros personajes en la vida de Superman tienen historias de fondo sustancialmente diferentes, como la muerte de los Kent antes de que Clark dejara Smallville y Superboy diseñado como un arma. Además, el arco de la historia de la Muerte de Superman todavía está en duda, ya que aún no se ha demostrado cómo o si sucedió en el nuevo universo.

## Poderes y habilidades
Matrix era una forma de vida protoplásmica que poseía un genoma maleable que le permitía reorganizar su constitución a nivel celular, permitiéndole alterar su apariencia y fisiología a cualquier cosa de tamaño y masa similar, capaz de replicar voces y gestos. Más allá del cambio de forma, su poder central era la telequinesis; permitiéndole mover objetos grandes a través de la pura fuerza del pensamiento, así como también aumentar significativamente su propia fuerza y resistencia a las lesiones a niveles que se acercan al de un kryptoniano como su mentor homónimo, Superboy.
Su capacidad cinética también se extendió a la levitación, el vuelo supersónico, las explosiones de energía, así como la capacidad de reorganizar las moléculas a través del tacto. Ella también poseía el poder de volverse invisible al mezclarse con el fondo e inaudible, incluso para la super-audición de Superman. Después de fusionarse con Linda Danvers, Matrix ha perdido sus habilidades de cambio de forma y ahora está limitada por las limitaciones de la psicología humana además de sus debilidades originales de fatiga física y vulnerabilidad emocional, incluida la pérdida de su sentido de identidad propia.

## Otras versiones
En la historia 52, una nueva heroína llamada Matrix aparece como miembro de Infinity Inc. Esta Matrix es una pelirroja llamada Sierra que habla con acento sureño. Ella muestra una fuerza sobrehumana e invisibilidad, como la Matrix original. Cuando Obsidian atacó al miembro más nuevo de Infinity Inc., la nueva Jade, Matrix también mostró poderes de vuelo e invulnerabilidad cuando trató de luchar contra él.